# Miki Šarac
Miki Šarac, slovenski pevec zabavne glasbe, glasbenik in producent, * 6. junij 1967, Skopje.
Šarac je leta 1983 ustanovil skupino Romeo, ki je svoj čas veljala za najmlajši slovenski cover band, v kateri je bil vokalist in klaviaturist. Poleg njega so sodelovali še Miha Vardjan (vokal in saksofon), Robert Bevc (kitara), Blaž Zupan (bas kitara in vokal) ter Jure Zadnikar (bobni in vokal). Skupina je leta 1984 bila predskupina na koncertni turneji zasedbe Rendez-Vous. Leta 1985 je vzporedno z nastopanjem v skupini Romeo deloval tudi v ljubljanski tehno-pop zasedbi Moulin Rouge (v kateri sta poleg Šarca nastopala še Matjaž Kosi in Marko Banič), s katero je izdal svojo prvo malo ploščo, na kateri so posnete pesmi »Svet je za Glorijo«, »Ljubavni ritam« in »Mi plešemo«.
Leta 1986 se je z Miranom Rudanom priključil novi zasedbi skupine Rendez-Vous kot klaviaturist in saksofonist. V takratnem obdobju so posneli ploščo Debela deklica z istoimenskim singlom.
Leta 1987 je Šarac pričel s solistično glasbeno potjo in z njo končal leta 1995. Takrat je prenehal z aktivnim petjem in nastopanjem. V solističnem glasbenem obdobju ustvarjanja je posnel pet albumov: Miki, Ljubezen umrla ne bo, Lizika, Miki2 in kompilacijski album uspešnic Vsem mojim dekletom. Pesmi, ki so zaznamovale njegovo solistično kariero, so »Sendi«, »Šolska ljubezen«, »Hej mala hej« in »Ljubezen umrla ne bo« (Za greh si še premlada), znane iz filma Poletje v školjki 2. Znana je tudi priredba skladbe »Limbo dance«.
Po koncu aktivnega glasbenega nastopanja je ustanovil produkcisko hišo Studio Gong. Svojo glasbeno pot je usmeril v glasbeno produkcijo, deluje tudi kot avtor in menedžer.
Leta 1996 je ustanovil slovensko najstniško zasedbo Foxy Teens, ki je leta 1999 in 2001 zmagala na festivalu Slovenska popevka, izdala šest albumov, 12 videospotov in 3 dokumentarne filme ter nastopila v slovenskem filmu Dergi in Roza v kraljestvu svizca. Skupino je razpustil in prenehal voditi leta 2005.
V začetku poletja 2005 je kot menedžer in producent pričel sodelovati z eno od bivših članic Tanjo Žagar. V obdobju po 2005 je sodeloval in sodeluje tudi z drugimi znanimi slovenskimi glasbenimi izvajalci, kot so Vili Resnik, Rok Ferengja, Ivo Mojzer, Mirna Reynolds, Domen Kumer, Sendi, Marjan Smode, Adi Smolar, ter skupinami, kot npr. nova zasedba Foxy Teens in Zapeljivke.

## Zasebno
Njegov brat je glasbenik Goran Šarac, soprog preminule pevke Simone Weiss.
Iz prvega zakona ima tri otroke, s sedanjo partnerko Tanjo Žagar pa še hčer in sina.